# Belgrave Edward Sutton Ninnis
Pour les articles homonymes, voir Belgrave Ninnis.
Belgrave Edward Sutton Ninnis, né le 22 janvier 1887 à Streatham (Surrey) et mort en Antarctique le 14 décembre 1912, est lieutenant des Royal Fusiliers et explorateur australien, principalement connu pour sa participation à l'expédition antarctique australasienne en Antarctique. Il est le fils de l'explorateur de l'Arctique Belgrave Ninnis. Son cousin fut mécanicien lors de l'expédition Endurance.

## Biographie
Il étudia au Dulwich College à l'instar d'Ernest Shackleton.
Il participe à l'expédition antarctique australasienne de 1911 à 1914 sous la direction de Douglas Mawson. L'expédition a pour objectif de cartographier les côtes de la côte de Oates à la côte de la Reine-Mary en Antarctique. Il sera responsable des chiens de traîneaux.
Traversant le glacier qui portera plus tard son nom, Ninnis tomba dans une crevasse couverte de neige et y trouva la mort.
Découvert par l'expédition, le glacier Ninnis comprenant la langue de glace Ninnis et la vallée Mertz-Ninnis, furent nommés en son honneur.